# Квитницкий, Виктор Ксенофонтович

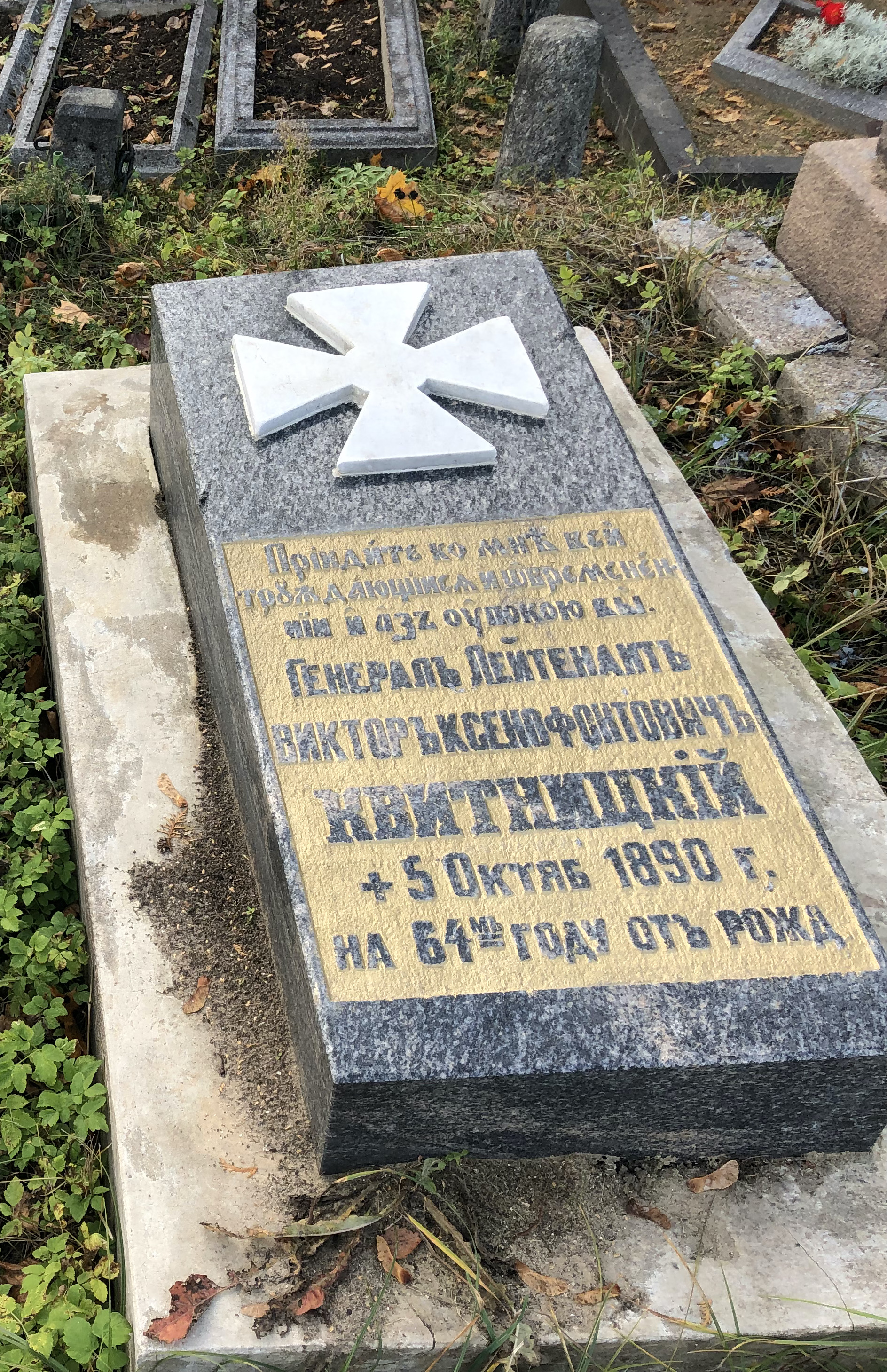
Место захоронения В.К.Квитницкого на Ефросиньевском кладбище в Вильнюсе.

Виктор Ксенофонтович Квитницкий (1829 — 5 октября 1890, Вильно) — генерал-лейтенант Русской императорской армии, сын Виленского коменданта генерал-лейтенанта К. Ф. Квитницкого.

## Биография
Из камер-пажей произведен в прапорщики Лейб-гвардейского Семеновского полка. В 1848 году из подпоручиков перешел штабс-капитаном в Ревельский егерский полк. Впоследствии служил в Сумском гусарском полку и был адъютантом у Нижегородского военного губернатора, командовал эскадроном в Уланском Эрц-Герцога Леопольда полку.
Во время Крымской кампании сначала был прикомандирован к 8-й пехотной дивизии, с которой он и принимал участие во многих делах, затем состоял в том же уланском полку. В 1859 году Виктор в чине подполковника, полицмейстером в Санкт-Петербурге, в 1867 году назначен Иркутским губернским воинским начальником и в том же году был произведен в генерал-лейтенанты и временно исполнял должность начальника штаба Восточно-Сибирского военного округа. В 1871 году он переведен губернским воинским начальником в Ковенскую губернию: в 1880 году назначен командующим 26-й пехотной дивизией и в том же году с производством в генерал-лейтенанты утвержден в должности.
Скончался в Вильно 5 октября 1890 года.
Его братья: Эраст — генерал от кавалерии, участник Туркестанских походов и русско-турецкой войны 1877—1878 годов, Леонид — генерал-лейтенант, командир Кавказской гренадерской дивизии и Владимир — полковник.